# ليون أوسمان

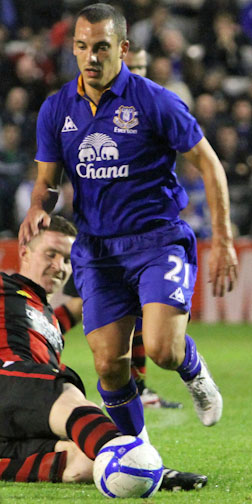
ليون أوسمان

ليون أوسمان (بالإنجليزية: Leon Osman)‏، من مواليد 17 مايو 1981 في ويغان في إنجلترا، لاعب كرة قدم إنجليزي.
بدأ مسيرته الكروية مع نادي إيفرتون في عام 2000، وأعير في موسم 2002/2003 إلى نادي كارلزلي يونايتد، ولعب معهم 10 مباريات وسجل هدف واحد، وفي عام 2004 أعير إلى نادي ديربي كاونتي، ولعب معهم 17 مباراة وسجل 3 أهداف، وهو يلعب حاليا مع نادي إيفرتون.

## مسيرته الكروية
لعب ليون أوسمان خلال مسيرته الاحترافية مع 3 أندية في تسعة عشر موسمًا وسجل خلالها 48 هدفًا ضمن 381 مباراة. ولم يفز بأي موسم بالكأس أو بالدوري.
خاض ليون أوسمان مسيرته مع نادي إيفرتون في موسم 1999–00 في المرة الأولى ليلعب معه خمسة مواسم ثم في موسم 2004–05 ليلعب معه اثنا عشر موسمًا، مشاركًا طوالها في 352 مباراة سجل خلالها 44 هدفًا. ثم انتقل إلى نادي ديربي كاونتي في موسم 2003–04 لمدة موسم واحد، حيث شارك في 17 مباراة سجل خلالها 3 أهداف.

## روابط خارجية
- ليون أوسمان على موقع قاعدة بيانات كرة القدم.إي يو (الإنجليزية)
- ليون أوسمان على موقع ليكيب (الفرنسية)
- ليون أوسمان على موقع ناشيونال فوتبول تيمز (الإنجليزية)
- ليون أوسمان على موقع Soccerbase.com (لاعب) (الإنجليزية)
- ليون أوسمان على موقع Soccerway.com (الإنجليزية)
- ليون أوسمان على موقع عالم كرة القدم.نت (الإنجليزية)
- ليون أوسمان على موقع كووورة